# Sauvonen
Sauvonen eller Sauvajärvi är en sjö i Finland. Den ligger i kommunen Hankasalmi i landskapet Mellersta Finland, i den centrala delen av landet, 260 km norr om huvudstaden Helsingfors. Sauvonen ligger 106 meter över havet. Den är 13,4 meter djup. Arean är 1,08 kvadratkilometer och strandlinjen är 8,4 kilometer lång. Sjön  ingår i Kymmene älvs huvudavrinningsområde.   I omgivningarna runt Sauvonen växer i huvudsak blandskog.